# Львувек
Львувек (пол. Lwówek, нем. Neustadt bei Pinne)  —  город  в Польше, входит в Великопольское воеводство,  Новотомыский повят.  Имеет статус городско-сельской гмины. Занимает площадь 3,15 км². Население 2939 человек (на 2004 год).